# Tips Town
Tips Town(ティップス･タウン)は、FMヨコハマで2006年4月から2009年9月まで放送された生活情報番組。

## 概要
- 2006年4月1日放送開始。初代パーソナリティは池田なみ子。平日の午後にホットなナンバーと神奈川県の最新の情報を3時間にわたって届ける。
- 番組ホームページに設けられたBBSには、リスナーの情報交換の場としてリスナーがスレッド/コメントを寄稿できるようになっていた。その後、ブログに移行している。
- 2007年からは2代目パーソナリティとして田邉香菜子が務めた。
- 2009年9月30日、番組は3年半にわたる放送を終了し、翌10月1日からは次番組「E-ne!〜good for you〜」に引き継がれている。

## メインパーソナリティ
- 池田なみ子（2006年4月 - 2007年3月）
- 田邉香菜子（2007年4月 - 2009年9月）

番組レポーター
- 穂積ユタカ（2006年4月 - 2009年9月）

## コーナー
- 14:00
  - 火 Color of Love
  - 水 CATCH AT KAWASAKI
  - 木 ワーナー・マイカル シネマティックプレビュー
- 14:10
  - 月 Happy Today
  - 金 らんらんツアー Friday Wanderer（DJ松原さと子）
- 14:50
  - 金 神奈川トヨタHOT SPOT EXPRESS
- 15:00
  - MIC presents Curious Various

## キャンペーン時の放送について
この番組は、FMヨコハマが季節ごとに行っているキャンペーンの最終日と重なることが多く、キャンペーンの最終日には、この番組を「○○キャンペーン ファイナルスペシャル」として放送し、プレゼントの当選者の発表などを行う。なお、その他の放送内容は変更されることがほとんどない。

## その他
2009年3月18日放送の中で、WBCにおいて日本が韓国に敗退したことを受け、メインパーソナリティ田邉香菜子が「日本は負けたから韓国を応援しよう」などとコメントした。敗退してもルール上はまだ日本にも優勝の可能性があった（結果は日本の優勝）ため、番組中に批判が相次いだが「元から私の事が嫌いだった人が非難しているのでしょう、私は冷静です」と発言して批判を煽るようなコメントを発したためネットに飛び火した。翌放送の冒頭で誤報についてのみ謝罪したが、その後番組内でWBCについてのコメントは一切していない。